# مخیتاریست

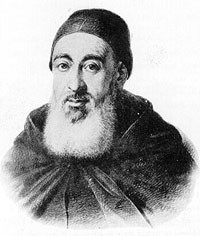
مخیتار سباستاتسی بنیان‌گذار مکتب مخیتاریست

مخیتاریست یا جماعت مخیتاریست (ارمنی: Մխիթարեան) که بر اساس اندیشه بنیان‌گذار آن یعنی مخیتار سباستاتسی که در آن واحد هم مذهبی بود و هم حکیمانه، تجدید حیات فکری و فرهنگی هم میهنانش بود. تند کردن آتش آیین و کیش و تحصیل زبان قدیم ارمنی، چاپ و نشر آثار مهم این زبان به صورتی صحیح و به قیمت ارزان، غنی کردن زبان ارمنی با ترجمه‌هایی از بهترین آثار ادبی مغرب زمین، راه انداختن تعلیماتی بر پایه بهترین اسلوبهای اروپایی و متناسب با نیازمندیها و با نبوغ و استعداد ملت، و بالاخره فراخواندن ملت از طریق موعظه.
مخیتاریست‌ها با آثار علمی بسیار ارزنده خود در این امر دخیل بودند که ملت ارمنی و تاریخ و ادبیات و زبان او را به اروپا بشناسانند. از طرفی تماس بین ملت ارمنی و تمدن غرب را بر قرار کرده‌اند.

## تاریخ

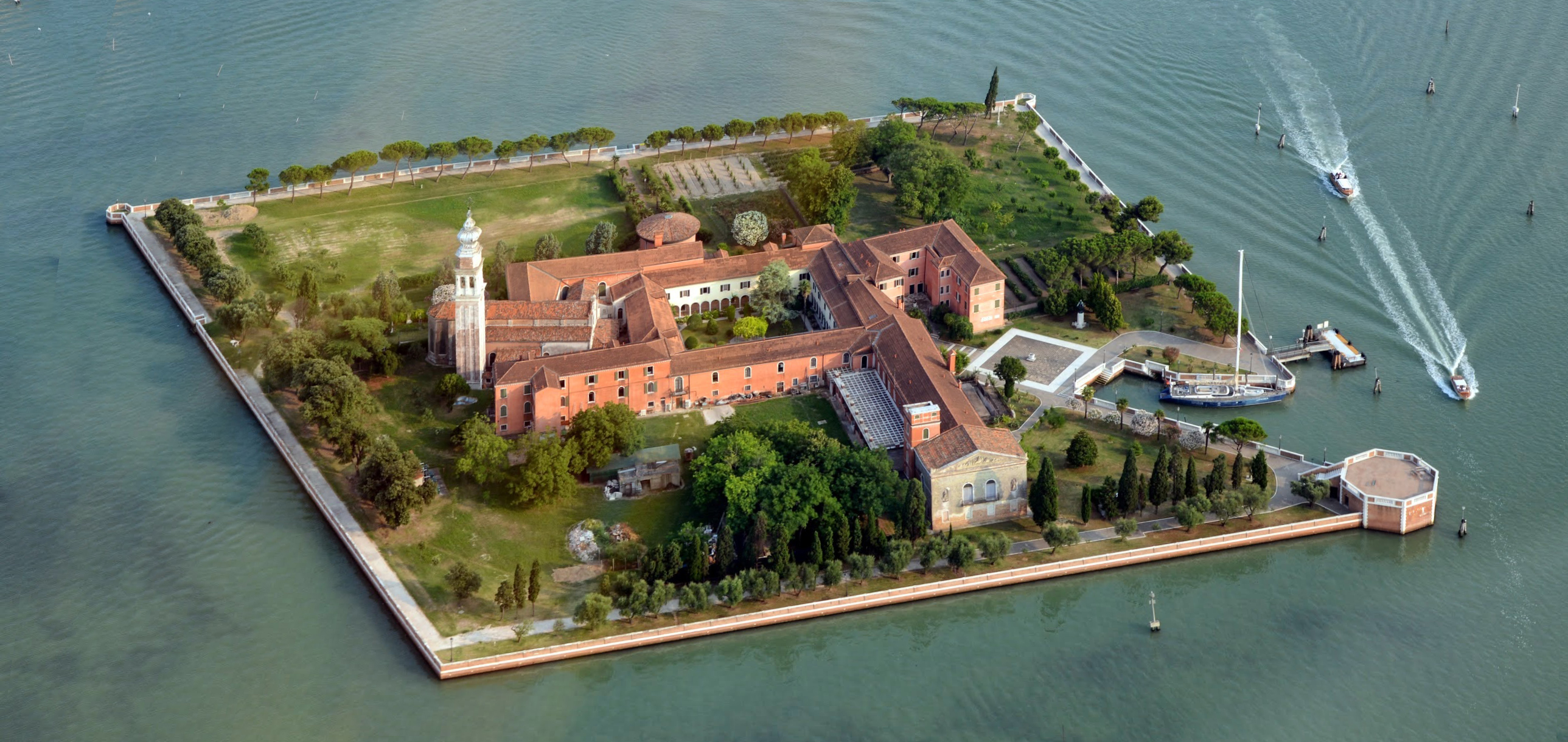
جزیره سن لازارو (غازار مقدس) مقر مخیتاریستها صومعه بنا شده توسط مخیتار سباستاتسی

گرچه کلیسای ارمنی برای ملت ارمنی حصاری بوده است که ارمنیان در پناه آن توانسته‌اند در طول سده‌های متمادی به انتظار بیداری احساسات ملی خود بمانند باید اذعان کرد که این بیداری شاید بدون کار قابل ستایش مخیتاریستها امکان‌پذیر نمی‌شد.
ادوارد دولوریه در کتاب خود به نام (جامعه معاصر ارمنی، مجله دو دنیا) این گونه می‌نویسد:
«در آغاز سده هجدهم ملت ارمنی، پس از آن همه مصائب و بدبختیها که وی را ازپای درآورده بود، و در حالی که در زیر فشار آزار و ستم بیگانه اصالت خود را از دست داده بود، به سرعت به سمت انحطاط کامل فکری و فرهنگی پیش می‌رفت و زبان و آداب و سننش هر روز از بین می‌رفت و جای خود را به اصطلاحات و آداب و رسوم ملتهایی می‌داد که خود در میان آنان می‌زیست. برای بلند کردن او از چنین سقوط دردناک یک اراده قوی و یک حس میهن‌پرستی آتشین لازم بود، و این معجزه از مخیتار به ظهور پیوست»
مخیتار در ۷ فوریه ۱۶۷۶ در شهر سیواس (سباستیا) در ارمنستان غربی به دنیا آمد. در سال ۱۷۰۱ میلادی به قصد تلاش در راه وحدت کلیسای ارمنی با کلیسای رم به قسطنطنیه رفت ولی او مورد اذیت و آزار ترکان قرار گرفت و در سال ۱۷۱۷ میلادی به جزیره سن لازار صومعه ارمنی و طریقت مخیتاریستها را بنا نهاد.

## تشکیلات

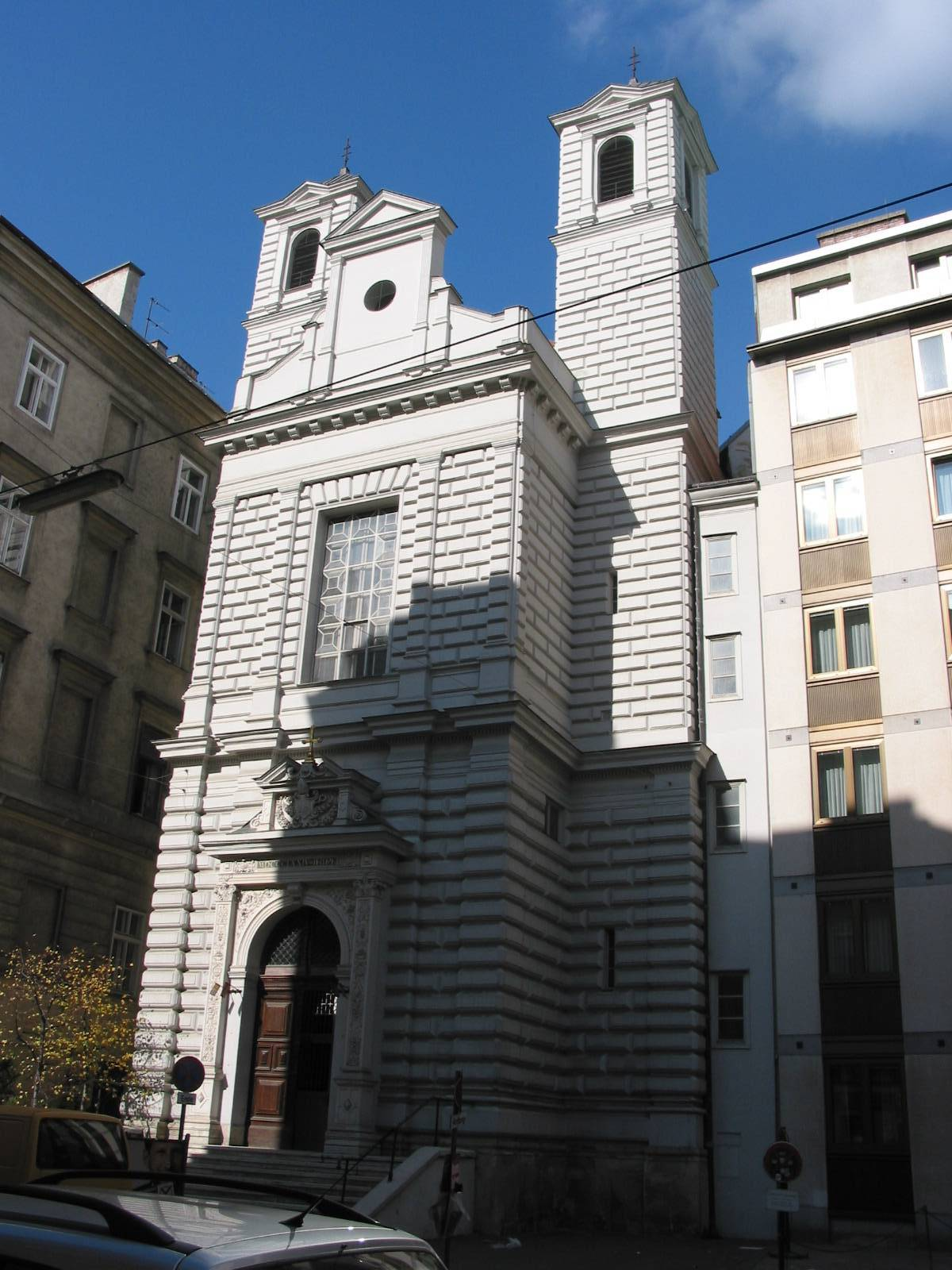
صومعه مخیتاریستها در وین

مخیتاریست‌ها علاوه بر موسسه‌ای که در شهر ونیز دایر کرده بودند و تا امروز نیز هنوز پابرجا است، یک شعبه نیز در شهر تریسته بنا کردند. مخیتاریست‌ها مجبور شدند آن شهر را ترک کنند و به شهر وین پناهنده شوند در آن شهر فرانتس دوم، امپراتور مقدس روم صومعه کهنه‌ای از آن کاپوسنها را به آنها واگذاشت.
تأثیر این دو مؤسسه روی حیات فرهنگی و رنسانس ارمنی فوق‌العاده بود. بنا به گفته پروفسور جورج براندس، این دو صومعه همچون دو دانشگاه ارمنی و دو مرکز تحصیل و مطالعه و تحقیقات و تالیفات بوده‌اند.

## فعالیت‌های ادبی
مخیتاریست‌ها در زمان حیات خود چندین اثر مفید منتشر نمودند که شامل:
کتابهای لغت، فرهنگنامه‌ها، آثار ادبی، تاریخی، جغرافیایی، باستان‌شناسی، زبان‌شناسی و غیره، که در بین آنها باید از تاریخ ارمنستان نوشته میکائل چامچیان و جغرافیای ارمنستان تألیف «غوکاس اینچیچیان» و تحقیقات تاریخی قوند آلیشان و غیره را نام برد.
مخیتاریست‌ها با کمک دو ارمنی ثروتمند ساکن هند دو دانشگاه یکی در شهر ونیز و دیگری در پادووا دایر کردند. دانشگاه پادووا بعداً به پاریس و سپس در سال ۱۹۲۹ میلادی به سِور منتقل گردید.
آرشاگ چوبانیان در کتاب خود به نام (چهره‌های ارمنی) می‌نویسد:
«مخیتاریست‌ها که متأثر از روح کلاسیک و فکر فرهنگ یونانی و لاتینی بودند شبکه‌ای از نور به روی تمامی شاخه‌های حیات ملت ارمنی انداخته و به آن نظم و ترتیب داده‌اند. به هنگامی که مخیتاریست‌های ونیزی وقت خود را به ویژه صرف کارهای ادبی کرده‌اند مخیتاریست‌های وین، تحت تأثیر روح علمی آلمانی رو به سوی دانش برگردانده و به مطالعات تاریخی و زبان‌شناسی و باستان‌شناسی پرداخته و وجدان کار و دقت و صراحتی را که نشان ویژه دانش غربی است در آثار خود وارد کرده‌اند.»